# Hội chứng Koolen–de Vries
Hội chứng Koolen–de Vries hoặc Hội chứng vi mất đoạn 17q21.31 là một thứ hiếm bệnh di truyền gây ra bởi một mất đoạn của một đoạn nhiễm sắc thể số 17 trong đó có sáu gen. Hội chứng mất đoạn này được phát hiện độc lập vào năm 2006 bởi ba nhóm nghiên cứu khác nhau.

## Lịch sử
Hội chứng được đặt theo tên của các nhà di truyền học người Hà Lan David A. Koolen và Bert B.A. de Vries, những người đã giúp phát hiện ra hội chứng này vào năm 2006.